# Ryxabis anthicoides
 (avril 2020).
Genre
Espèce
Ryxabis anthicoides, seul représentant du genre Ryxabis, est une espèce de coléoptères de la famille des Staphylinidae et de la sous-famille des Pselaphinae.

## Répartition et habitat
Cette espèce est décrite de Singapour.

## Taxinomie
L'espèce est décrite en 1870 par l'entomologiste John Obadiah Westwood. Le nom de genre est probablement une anagramme de Bryaxis Kugelann, 1794.